# Батинска битка (1810)
Батинска битка вођена је 26. августа 1810. године између руске и турске војске. Део је Руско-турског рата, а завршена је победом Руса.

## Битка
Турске снаге од око 30.000 људи под командом Алије Гушанца прикупиле су се код села Батин, на ушћу реке Јантре у Дунав. Намера им је била да одблокирају град Русе. Снаге великог везира Јусуф-паше из рејона Шумена требало је да се придруже Гушанцу Алији. Руски главни командант, генерал Николај Каменски, намеравао је да искористи раздвојеност турских снага. Са војском од око 21.000 људи је 26. августа напао Гушанца. Након снажног отпора успео је да га савлада. Руси су имали око 1500 погинулих, а Турци 5000 погинулих и рањених и 5000 заробљених. Након руске победе код Батине, Русе и Џурџуа падају у њихове руке.